# Ropalopus ledereri
Ropalopus ledereri là một loài bọ cánh cứng trong họ Cerambycidae.